# Datadog
Datadog er en amerikansk udbyder af observationssoftwaresystemer til cloudbaserede applikationer, monitorering af servere, databaser, værktøjer og services gennem en SaaS-baseret dataanalyseplatform.
Datadog blev etableret i 2010 af Olivier Pomel og Alexis Lê-Quôc.